# فوروتا شیگه‌کاتسو
فوروتا شیگه‌کاتسو (به ژاپنی: 古田 重勝 Furuta Shigekatsu) (۱۵۶۰ – 20 جولای، ۱۶۰۶) یک دایمیو در دوره سنگوکو و اوایل دوره ادو بود. او ابتدا به خاندان تویوتومی خدمت می‌کرد اما در نبرد سکیگاهارا به خدمت خاندان توکوگاوا درآمد.